# فرناندو كورسيو
فرناندو كورسيو (بالإسبانية: Fernando Curcio Ferreira)‏ هو لاعب كرة قدم أوروغواياني في مركز الهجوم، ولد في 26 يناير 1981 في مونتيفيديو في الأوروغواي. لعب مع التانك سيلي.

## وصلات خارجية
- فرناندو كورسيو على موقع قاعدة بيانات كرة القدم.إي يو (الإنجليزية)
- فرناندو كورسيو على موقع Soccerway.com (الإنجليزية)